# Chiappa Rhino

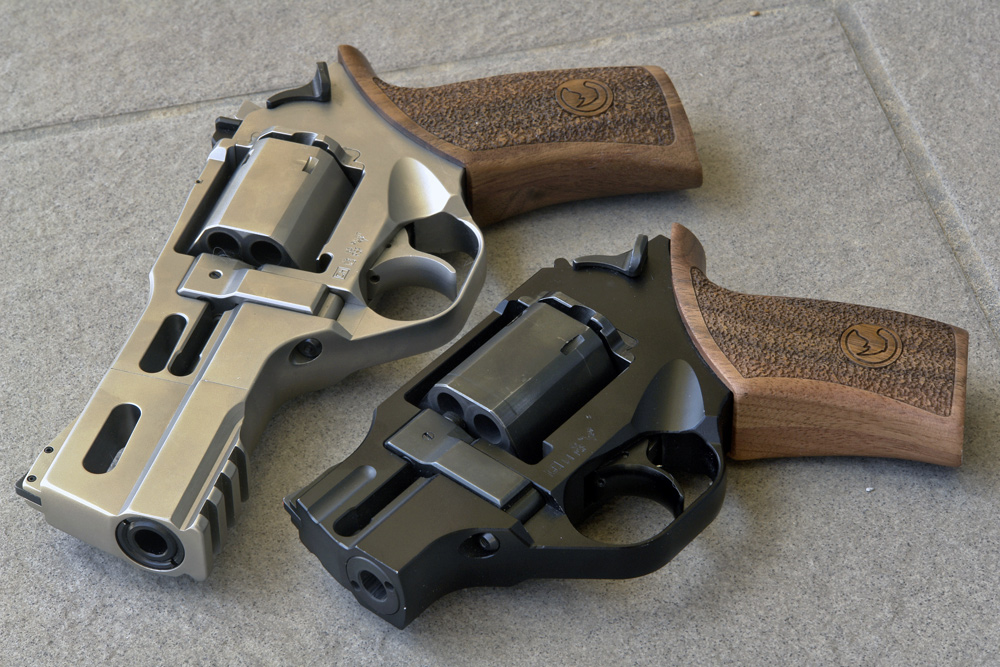
Zwei Revolver Chiappa Rhino

Der Chiappa Rhino ist ein italienischer Revolver.
Die Waffe wird von Chiappa Firearms in Brescia und Dayton (Ohio) hergestellt. Sie zeichnet sich durch die unorthodoxe Bauweise aus, dass der Lauf vor dem untersten anstatt dem obersten Patronenlager der Revolvertrommel ist und somit nicht höher liegt als die Hand des Schützen. Dadurch wird ein Hochschlagen der Waffe bei der Schussabgabe minimiert.
Der Revolver wird im Kaliber .357 Magnum sowie für die Pistolenpatronen 9 × 19 mm und .40 S&W angeboten. Die Trommel ist sechseckig anstatt rund, und dadurch in Teilbereichen von geringerem Durchmesser. Das Modell wurde im Jahr 2010 eingeführt.
Abgesehen von den sehr kurzen Ausführungen ist unten am Lauf eine Schiene für die Zubehörmontage vorhanden, an der beispielsweise Zielbeleuchtungen oder Laserpointer angebracht werden können, was in Deutschland aber verboten ist.